# Ким Мин Джи (конькобежец)
Ким Мин Джи (кор. 김민지; англ. Kim Min-ji; род. 11 апреля 2000 года, Сеул) — корейская конькобежка, трёхкратный серебряный призёр чемпионата четырёх континентов 2020, 2022 и 2025 годов.

## Биография
Ким Мин Джи начала кататься на коньках в 2007 году на международном катке Тэнеунг в Сеуле при поддержке её старшего брата и отца Ким Кван Гю, бывшего конькобежца и тренера сборной Кореи по конькобежному спорту с 2004 по 2010 год. Конькобежным спортом занялась в возрасте 8-ми лет. В рамках своих тренировок по конькобежному спорту Ким занималась шорт-треком. Она училась в начальной школе Шинхен с тех пор, как получил прозвище "Вундеркинд на короткие дистанции" и была учеником младших классов средней школы.
В 2013 году на 94-м Национальном чемпионате по зимним видам спорта по конькобежному спорту она установила рекорд среди старших спортсменов с новым турнирным рекордом 41,13 сек. На 97-м Национальном чемпионате по зимним видам спорта по конькобежному спорту среди юниоров средней школы в 2016 году она выиграла дистанции 500 и 1000 метров, а также заняла 1-е место в беге на 500 метров на Национальном чемпионате по конькобежному спорту среди юниоров средней школы. В сезоне 2016/17 она дебютировала на кубке мира.
В феврале 2019 года на чемпионате мира в спринтерском многоборье в Херенвене Ким Мин Джи заняла 22-е место в общей классификации многоборья. В октябре на национальном чемпионате Кореи дважды поднималась на 4-е место в забегах на 500 и 1000 метров. В январе 2020 года на чемпионате четырёх континентов в Милуоки выиграла серебро в командном спринте и заняла 10-е место в беге на 500 метров. 
На чемпионате мира в спринтерском многоборье в Хамаре она заняла 25-е место в классификации. В начале 2022 года она стала вновь серебряным призёром вместе с подругами в командном спринте на чемпионате четырёх континентов в Калгари. На дистанции 500 метров заняла 7-е место. Корейская федерация ледового спорта отказалась от участия в чемпионате мира из-за начала военных действии на Украине.

## Личная жизнь
Ким Мин Джи обучается в Корейском национальном университете спорта в Сеуле на факультете физического воспитания. Увлекается фотографией.